# Danielle Martinigol
Œuvres principales
- Les Oubliés de Vulcain (1995)
- Les Abîmes d'Autremer (2001) (2017)

Danielle Martinigol, née en 1949 à Meursault en France, est une romancière et nouvelliste française, connue principalement pour ses romans destinés à un jeune lectorat, qui relèvent souvent de la science-fiction ou de la fantasy. Elle a obtenu le Grand prix de l'Imaginaire du Meilleur roman pour la jeunesse en 2002 pour Les Abîmes d'Autremer.

## Biographie
Danielle Martinigol est née le 10 octobre 1949 à Meursault en France. Son grand-père, Léon Loiseau, est l'inventeur du tracteur enjambeur. Sa mère est pianiste. Danielle Martinigol découvre la science-fiction à 11 ans : son grand-père lisait des romans de la collection Fleuve Noir Anticipation qu'elle emprunte pour les lire en cachette, jusqu'à ce qu'il s'en aperçoive et s'en étonne, persuadé que la science-fiction n'est pas un genre pour les filles. De là vient sa volonté d'écrire de la science-fiction pour les jeunes, y compris les filles.
Danielle Martinigol fait ses études à Beaune et à Dijon. Elle obtient une maîtrise et un diplôme d'études approfondies à l’Université de Dijon sur les littératures de l’imaginaire,. Puis, elle devient enseignante en 1972. Elle commence alors à publier des romans pour la jeunesse à côté de son métier d'enseignante. Elle ne vit pas de sa plume, comme beaucoup d'écrivains, notamment parce que les droits d'auteurs pour les romans jeunesse sont inférieurs à ceux des romans pour adultes. En tant qu'enseignante, elle écrit en outre des dossiers pédagogiques chez Hachette et au Centre national de la documentation pédagogique, et participe à la formation des professeurs à la lecture des romans de science-fiction.

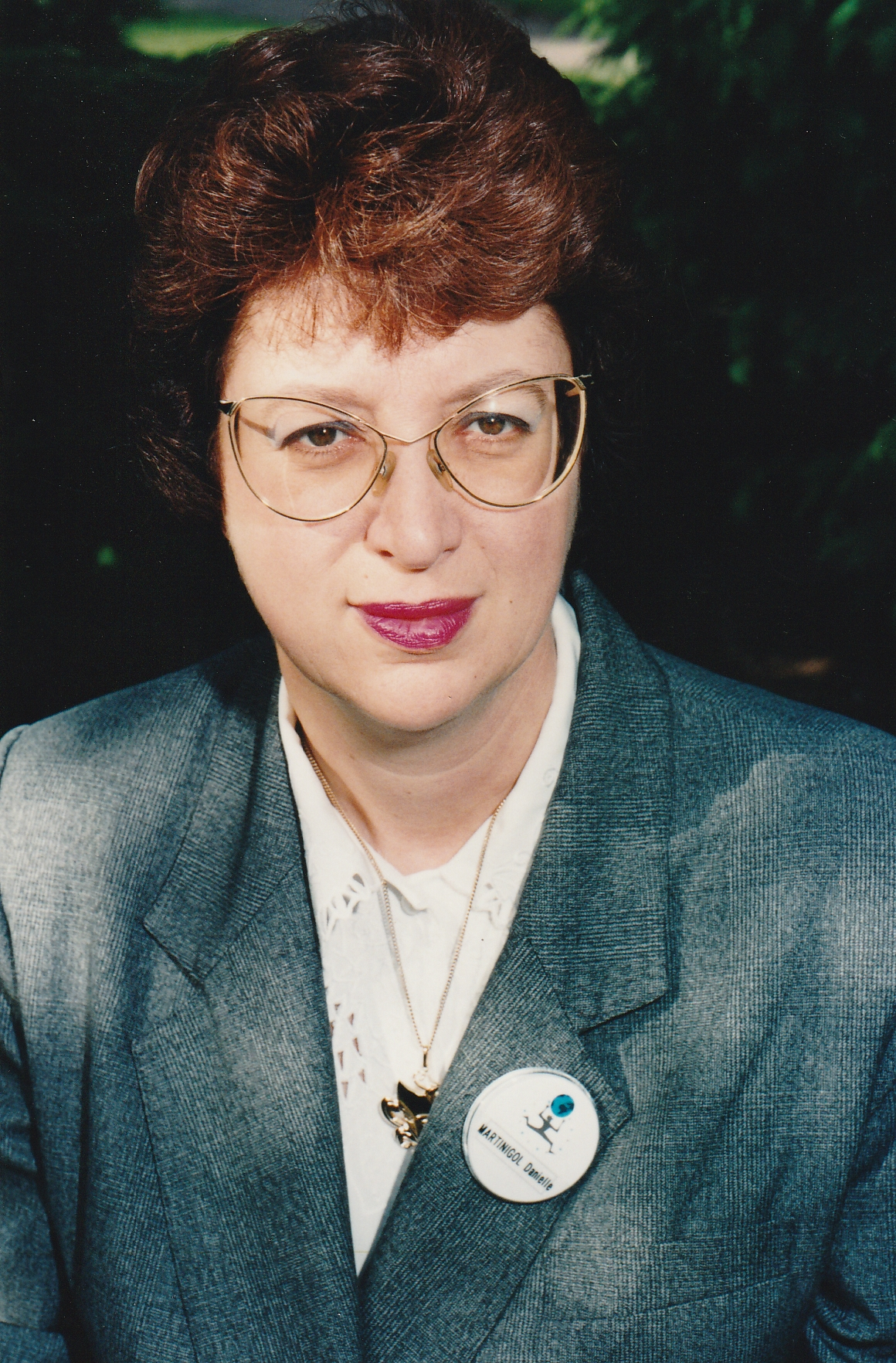
Danielle Martinigol au Festival international de géographie en 1995.

Son premier roman, L'Or bleu, est un roman d'anticipation imaginant la gestion future de l'eau sur Terre. Par la suite, nombre de ses romans touchent à l'écologie. Parmi ses romans autonomes, Les Oubliés de Vulcain obtient un grand succès en librairie à partir de sa première publication en 1995 et remporte plusieurs prix de littérature jeunesse, dont le Prix de la PEEP et le Prix Tam Tam. Danielle Martinigol écrit quelques années plus tard un spin off se déroulant dans l'univers des Oubliés... : C.H.A.R.L.E.x, en 2010. Danielle Martinigol obtient son plus grand succès auprès de la critique en 2001 avec Les Abîmes d'Autremer, qui lui vaut le Grand Prix de l'Imaginaire dans la catégorie « Meilleur roman pour la jeunesse » en 2002. Elle explore un avenir possible de certains personnages des Abîmes dans le diptyque des Sondeurs de sable (initialement prévu pour être une trilogie, mais réduit à un diptyque à la demande de l'éditeur).
À partir de 2005, Danielle Martinigol se met en cessation progressive d'activité, et donc à mi-temps à l'Éducation nationale. En 2009, elle prend sa retraite d'enseignante. Cela lui laisse davantage de temps et elle se lance alors dans des activités créatives plus variées, en alternant entre l'écriture en solo et des collaborations avec d'autres écrivains, en supervisant des anthologies de nouvelles ou en écrivant aussi pour un lectorat adulte. Danielle Martinigol écrit la plupart de ses romans en les signant de son nom, mais elle écrit aussi quelques romans sous les pseudonymes de Kim Aldany (avec Alain Grousset) et de Dan Alpac (avec Alain Grousset et Paco Porter).

## Œuvres

### Romans indépendants
- 1989 : L'Or bleu, Hachette Jeunesse
- 1993 : Les Soleils de Bali, Hachette Jeunesse
- 1998 : Les Fruits défendus, Hachette Jeunesse, coll. « Bibliothèque verte » (ce livre retravaillé est ressorti en mars 2020 sous le titre Association Futur Écolo, Éditeur L'Astre Bleu, coll. « Étoiles filantes » )
- 2000 : Le Fils de l'astronaute, Pocket Junior, coll. « Toi + moi = cœur »
- 2003 : Le Rebelle de Minangka, Pocket Junior, coll. « Toi + moi = cœur »
- 2013 : Cantoria , Le Maedre, L'Atalante
- 2019 : L'Odeur du jour , Hachette Romans

### La Trilogie des Abîmes
1. Les Abîmes d'Autremer, Mango et Hachette Jeunesse, coll. « Autres Mondes », 2001
2. L'Envol de l'abîme, Mango, coll. « Autres Mondes », 2004
3. L'Appel des abîmes, Mango, coll. « Autres Mondes », 2005

La série a été rééditée en intégrale sous le titre Les Abîmes d'Autremer chez NAOS en 2017.

### SérieKerri et Mégane
Cette série a été écrite sous le pseudonyme de Kim Aldany.
1. Les Mange-forêts, Nathan, 1995
2. Les Transmiroirs, Nathan, 1996
3. Brocantic-Trafic, Nathan, 1997
4. La Ruche de glace, Nathan, 1998
5. Le Donjon de Malmort, Nathan, 1999
6. L'Oiseau-trésor, Nathan, 2000
7. Le Complot des robots, Nathan, 2003
8. La Cavalière des étoiles, Nathan, 2006
9. L'Enfant tatoué, Nathan, 2007

### SérieLumina(en collaboration)
Cette série a été coécrite avec Alain Grousset et Paco Porter sous le pseudonyme de Dan Alpac
1. Le Royaume maudit, Flammarion, 2000
2. L'Épée de feu , Flammarion, 2000
3. Le Chevalier masqué , Flammarion, 2000
4. Le Désert ensorcelé, Flammarion, 2000 
Ces quatre premiers épisodes sont réunis dans un volume : Lumina princesse guerrière : l'exil de la Lumière, Flammarion, 2008
5. Le Seigneur des gladiateurs, Flammarion 2000
6. Les Araignées d'Arcanie, Flammarion 2001
7. L'Alliance noire, Flammarion 2001
8. Le Jumeau des ombres, Flammarion 2001
9. La Forteresse des ténèbres, Flammarion 2001
10. Le Vol du tigre, Flammarion 2002
11. Les Guerriers de la foudre, Flammarion 2002
12. La Vengeance des deux soleils, Flammarion 2002

### Univers desOubliés de Vulcain
- 1995 : Les Oubliés de Vulcain, Hachette Jeunesse
- 2010 :  C.H.A.R.L.Ex, Syros, coll. « Soon » (spin-off dans le même univers)

### SérieLes Sondeurs des sables
- 2007 :  Les Sondeurs des sables 1 Veddem , Hachette Jeunesse
- 2007 :  Les Sondeurs des sables 2 Irgane , Hachette Jeunesse

Le diptyque a été réédité en intégrale sous le titre Les Sondeurs des sables  chez NAOS en 2020.

### SérieAventures à Guédelon
1. Les pierres qui pleurent, éditions Actusf, 2016
2. Le Maître-Chêne, éditions Actusf, 2016
3. La Fleur de fer, éditions Actusf, 2017
4. L'Homme au chat rouge, éditions Actusf, 2017

Cette série a été nommée en 2019 Meilleure œuvre jeunesse française par l'European Science Fiction Society (ESFS)[réf. nécessaire].

### SérieRémanence
Textes déjà parus, réécrits
1. À fleur de peau, éditions 1115, 2018
2. Jardin mental, éditions 1115, 2018
3. Salles obscures, éditions 1115, 2018
4. Burgundia, éditions 1115, 2019

### Roman coécrit avec Isabelle Fournié
Le Dernier Bleuet, éditions Actusf, 2018 (illustrations Jérémy Leclaire)

### Romans coécrits avec Alain Grousset
- 1997 : Les Mondes décalés, Flammarion, coll. « Castor Poche »
- 1998 : 68, Boulevard Saint-Michel, Flammarion, coll. « Castor Poche »
- 1996 : L'Enfant-mémoire, Hachette, coll. « Jeunesse »
- 2000 : Les Éclateurs de planètes, Degliame, coll. « Cadran bleu »
- 2001 : La Guerre des dauphins, Degliame, coll. « Cadran bleu »
- 2010 : Sens interdit, Flammarion, coll. « Ukronie »

### Roman illustré par Dominique Corbasson
- 2003 : Tous les lutins mènent à Rome, Nathan, coll. « Les petits romans des 7-8 ans »

## Nouvelles

### Nouvelles pour la jeunesse
- « Sous les dômes », in Belles nouvelles pour un anniversaire, édition spéciale de la PEEP, 1999, 2018
- « Le Jour de l'Indépendance », in Contes et légendes de l'an 2000, Nathan Jeunesse, 1999
- « Salles obscures », in collectif de nouvelles de SF Les Bouquineurs, MDI éditions, 2000, 2018
- « Les Chiens de mer », in Demain la Terre, Collection Autres Mondes no 17, Mango  2003
- « L'Enfant et l'Abîme », in Premiers Contacts, Collection Autres Mondes, Mango 2005, 2017
- « À fleur de peau », in  Les Archives du futur, Hachette jeunesse 2007, 2018
- « Le Petit Lapin tondu », in  10 façons d'assassiner la planète, Tribal Flammarion 2007
- « Henrietta : épreuve d'examen », in  L'Espace c'est quoi ?, Editions Ouest-France 2020
- « L'Oreille du chien », in Science et Vie junior Hors série no 144 novembre 2020

### Nouvelles pour les adultes
- « Caravansérail », in Phénix (revue belge) no 23 (1990)
- « Crève-horizon », in Voyageons dans l'espace, éditions Maison d'Ailleurs (Suisse), 1992 et  Antho Utops jeunesse  2018
- « Burgundia Remanence » in revue Bourgogne Aujourd'hui no 8 (1996), 2019
- « Le Vol du lac », in revue Galaxies no 21 (juin 2001)

### Nouvelles en collaboration avecAlain Grousset
- « Les Soleils de Nashua », dans la revue Fiction no 376
- « Ami, prends ton parapluie, ce soir il pleut des locomotives », dans la revue La Vie du rail
- « Extrême jonction », dans la revue La Vie du rail
- « Les Tours Escargots », dans l'anthologie Villes au bord du futur, Hachette, coll. « Jeunesse », « Vertige SF » no 1013
- « L'Œuf de fer », dans la revue Citrouille, décembre 1997
- « Robot et Juliette », dans la revue Okapi, janvier 2000
- « Le Souffle d'Éole », dans l'anthologie Graines de futur no 1, Mango Jeunesse, collection « Autres Mondes », 2000

### Anthologies dirigées
- 2011 : Jules Verne. 15 voyages extraordinaires, Flammarion Jeunesse (réédition en 2021 sous le titre Voyage au centre de la Terre et autres récits)
- 2012 : Victor Hugo. La légende d'un siècle, Flammarion Jeunesse
- 2013 : Edgar Allan Poe. Histoires terribles, Flammarion Jeunesse

## Récompenses et distinctions
Danielle Martinigol a remporté de nombreux prix littéraires. En 1995, Les Oubliés de Vulcain reçoit plusieurs prix de littérature jeunesse, dont le Prix de la PEEP et le Prix Tam tam. Plusieurs autres romans, dont Les Mange-forêts, ont obtenu des prix littéraires décernés par des adolescents, des associations de parents d'élèves ou des villes. Danielle Martinigol obtient le Grand prix de l'imaginaire du Meilleur roman pour la jeunesse en 2002 pour son roman de science-fiction Les Abîmes d'Autremer. Ce même roman remporte le Prix Chronos en 2003, un prix remis par des lecteurs adolescents sélectionnés dans toute la France. En 2019, Danielle Martinigol remporte le Prix Cyrano pour l'ensemble de son œuvre.